# Antiprisma
Un antiprisma es un poliedro que se caracteriza por tener dos caras iguales paralelas (bases) que, a diferencia del prisma, están giradas y reunidas por medio de triángulos. Las caras laterales son triángulos que unen dos vértices consecutivos de una base con el vértice correspondiente de la otra. En un antiprisma recto, las caras laterales son triángulos isósceles iguales. Si los triángulos son equiláteros, el antiprisma es uniforme; en este caso se dice que el antiprisma es un poliedro semirregular. Forman una serie infinita y fueron descubiertos por Johannes Kepler.
En el caso de los antiprismas de directrices regulares, las dos caras directrices son polígonos regulares y todos los triángulos circundantes son equiláteros, lo que hace que el cuerpo sea de aristas regulares (todas iguales). En general las caras paralelas de un antiprisma de directrices regulares están rotadas la una de la otra en un ángulo β.
| β = 360° / 2n                                      |
| donde n es el número de lados del polígono regular |